# San Camillo de Lellis
San Camillo de Lellis, även benämnd San Camillo de Lellis agli Orti Sallustiani, är en kyrkobyggnad, mindre basilika och titelkyrka i Rom, helgad åt den helige Camillo de Lellis, grundare av Ministri degli Infermi. Kyrkan är belägen vid Via Piemonte i Rione Sallustiano och tillhör församlingen San Camillo de Lellis.

## Beskrivning
Kyrkan ritades i nyromansk stil av arkitekten Tullio Passarelli och uppfördes mellan 1906 och 1910 på initiativ av påve Pius X.
Ovanför kyrkans huvudportal sitter lynettreliefen Jesus visar de sjuka för den helige Camillo. Över sidoportalerna sitter relieferna Jesus och äktenskapsbryterskan respektive Jesus och barnen. I kyrkans absid står en staty föreställande den helige Camillo, utförd av Alberto Galli år 1911. Interiören har målningar av G. Galli, E. Tadolini, F. Conti och E. Gazzeri.

## Titelkyrka
San Camillo de Lellis stiftades som titelkyrka av påve Paulus VI år 1965.
Kardinalpräster
- Paul Zoungrana: 1965–2000
- Juan Luis Cipriani Thorne: 2001–